# Stenodontes chevrolati
Stenodontes chevrolati là một loài bọ cánh cứng trong họ Cerambycidae.